# Катастрофа Ту-154 в Тбилиси
Катастрофа Ту-154 в Тбилиси — авиационная катастрофа, произошедшая в понедельник 20 июля 1992 года. Авиалайнер Ту-154Б авиакомпании Transair Georgia выполнял грузовой рейс по маршруту Тбилиси—Минеральные Воды, но во время вылета из аэропорта Тбилиси не смог подняться в воздух, выкатился за пределы ВПП и врезался сначала в радиомаяк, а потом в склон оврага. В катастрофе погибли 28 человек — все 24 человека на борту самолёта (16 пассажиров и 8 членов экипажа) и 4 человека на земле, ещё 10 человек на земле получили ранения.

## Самолёт
Ту-154Б (регистрационный номер СССР-85222, заводской 77A222, серийный 0222) был выпущен Куйбышевским авиационным заводом (КуАПО) в июле 1977 года и передан МГА СССР, которое 4 августа того же года направило его в Шереметьевский ОАО авиакомпании «Аэрофлот» (международные авиарейсы). 16 октября 1979 года лайнер был переведён в Тбилисский ОАО Грузинского УГА. В 1980 году в связи с проводящимися Олимпийскими играми носил стикер «Official Olympic Carrier». После распада СССР борт 85222 (буквенный индекс при этом сменился с СССР- на 4L-) перешёл в новообразованную грузинскую авиакомпанию Transair Georgia.

## Экипаж
- Командир воздушного судна — Мкртыч Оганесян.
- Второй пилот — Константин Хвостик.
- Штурман — Юрий Недоспасов.
- Бортинженер — Юрий Туаев.
- Проверяющий — Фёдор Параскевов.

## Катастрофа
Самолёт выполнял грузовой рейс из Тбилиси в Минеральные Воды, в ходе которого перевозилась партия грузинского чая. Помимо экипажа из 8 человек (4 пилота, проверяющий и трое бортпроводников), на борту самолёта находились 16 пассажиров (сопровождающие). Загрузка самолёта не контролировалась, в результате чего по документам на борту было 6,4 тонн груза, тогда как на самом деле его было 20 тонн, причём о дополнительных 3 тоннах экипаж не знал. В итоге взлётный вес лайнера был превышен более чем на 2 тонны, а центровка превышала ограничения по максимально допустимой передней.
Взлёт осуществлялся с ВПП №31R. Пройдя при разбеге более половины длины взлётной полосы, экипаж поднял нос самолёта на 6-7° и оторвал переднюю стойку шасси от ВПП. Но самолёт не оторвался от земли, промчался на задних стойках шасси через всю ВПП, выехал на грунт и через 490 метров врезался в здание курсового радиомаяка, после чего, разрушаясь и переворачиваясь, пронёсся ещё 190 метров, врезался в склон оврага и взорвался. В катастрофе погибли все 24 человека на борту самолёта и 4 человека на земле, также ещё 10 человек на земле получили серьёзные ранения.

## Расследование
В ходе расследования причин катастрофы следственная комиссия обнаружила различные нарушения в организации грузовых перевозок. Руководство отдела перевозок аэропорта хоть официально ещё продолжало отвечать за выполнение грузовых рейсов, но фактически уже не управляло ими, так как грузовой склад был отделён от аэропорта в отдельную фирму «Lasare». Работающие в аэропорту диспетчеры по загрузке и центровке перестали выполнять расчёты по грузовым рейсам, как и грузовой склад («Lasare»), к тому же в его штате отсутствовали специалисты по расчёту загрузки и центровки. Таким образом, при выполнении грузовых перевозок загрузка и центровка самолётов не контролировалась. Комиссия не нашла в Тбилисском аэропорту центровочных графиков самолёта Ту-154, хотя грузовые рейсы на данных самолётах выполнялись регулярно.

Заключение:

Катастрофа самолёта явилась следствием нарушения норм загрузки, что привело к попытке взлёта с взлётной массой, превышающей допустимую для данных условий, и значениях центровки, выходящих за ограничения по предельно передней.
Нарушение ограничений по взлетной массе и центровке явилось результатом сочетания следующих факторов:
- нарушения персоналом коммерческого склада требований «Инструкции по организации выполнения заказных рейсов» в части обязательного полного взвешивания груза, в результате чего на борт самолёта был доставлен дополнительный неучтённый груз;
- неудовлетворительного взаимодействия между службой организации перевозок аэропорта и коммерческим складом, в результате чего загрузка самолёта осуществлялась практически бесконтрольно, без расчёта фактической центровки;
- нарушения экипажем ограничений по допустимой коммерческой загрузке и центровке воздушного судна.

Указанным нарушениям способствовало отсутствие центровочных графиков на грузовой вариант компоновки самолёта Ту-154 в аэропорту Тбилиси.
— 